# Les Maskoutains
Ne pas confondre avec Mascoutins.
Les Maskoutains est une municipalité régionale de comté (MRC) du Québec dans l'est de la région de la Montérégie. Sa principale municipalité est la ville de Saint-Hyacinthe; pour cette raison la MRC est souvent référée par les expressions « Grande région de Saint-Hyacinthe » et « Région maskoutaine ».

## Géographie

### Entités territoriales
La MRC est constituée de dix-sept municipalités locales.
| Nom                           | Statut                   | Population 2021 | Superficie (km2) | Densité (h/km2) | Ref. |
| ----------------------------- | ------------------------ | --------------- | ---------------- | --------------- | ---- |
| La Présentation               | Municipalité             | 2 638           | 94,8             | 27,83           |      |
| Saint-Barnabé-Sud             | Municipalité             | 962             | 58,1             | 16,56           |      |
| Saint-Bernard-de-Michaudville | Municipalité             | 616             | 65,9             | 9,35            |      |
| Saint-Damase                  | Municipalité             | 2 447           | 80,9             | 30,25           |      |
| Saint-Dominique               | Municipalité             | 2 741           | 71,1             | 38,55           |      |
| Saint-Hugues                  | Municipalité             | 1 340           | 85,9             | 15,6            |      |
| Saint-Hyacinthe               | Ville                    | 57 239          | 191,6            | 298,74          |      |
| Saint-Jude                    | Municipalité             | 1 326           | 77,9             | 17,02           |      |
| Saint-Liboire                 | Municipalité             | 3 036           | 75,2             | 40,37           |      |
| Saint-Louis                   | Municipalité             | 740             | 48,4             | 15,29           |      |
| Saint-Marcel-de-Richelieu     | Municipalité             | 507             | 51,4             | 9,86            |      |
| Saint-Pie                     | Ville                    | 5 847           | 108,6            | 53,84           |      |
| Saint-Simon                   | Municipalité             | 1 386           | 69,9             | 19,83           |      |
| Saint-Valérien-de-Milton      | Municipalité             | 1 767           | 107,7            | 16,41           |      |
| Sainte-Hélène-de-Bagot        | Municipalité             | 1 696           | 71,4             | 23,75           |      |
| Sainte-Madeleine              | Municipalité de village  | 2 268           | 5,3              | 427,92          |      |
| Sainte-Marie-Madeleine        | Municipalité de paroisse | 2 876           | 49,8             | 57,75           |      |
| Total                         | Total                    | 89 432          | 1 313,9          | 68,07           |      |

## Démographie
| 1986   | 1991   | 1996   | 2001   | 2006   | 2011   | 2016   | 2021   |
| ------ | ------ | ------ | ------ | ------ | ------ | ------ | ------ |
| 73 224 | 76 828 | 78 754 | 78 917 | 80 694 | 84 248 | 87 099 | 89 432 |

## Toponymie
« Maskoutains» proviendrait de l'abénaqui et signifie « des joncs au large » ou « de foin ». Le nom pourrait aussi provenir de l'algonquin « hia muskeg » qui signifie «des savanes ». Comme les origines des langues algonquiennes sont nébuleuses, de nombreuses mutations orthographiques existent (dont l'une « Maska »).

## Économie

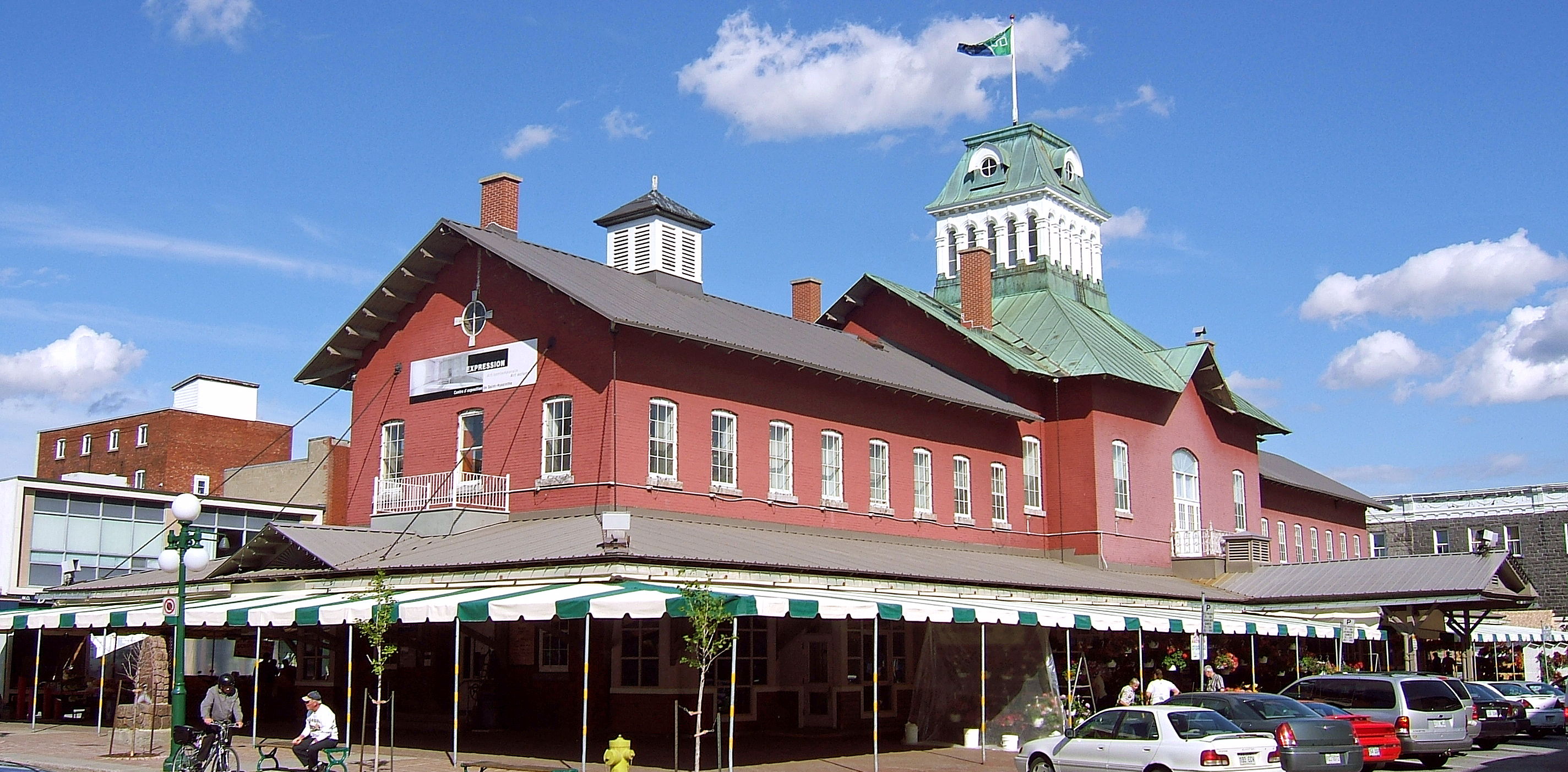
Le Vieux marché de Saint-Hyacinthe, lieu de rencontre des marchands, producteurs et maraîchers de la région.

La région des Maskoutains est reconnue pour son patrimoine de terres agricoles; la ville de Saint-Hyacinthe étant désignée « technopole et cité de la biotechnologie agroalimentaire».
Plusieurs institutions gouvernementales y sont présentes, telles que l'Agence canadienne d'inspection des aliments (ACIA), le Centre de recherche et de développement sur les aliments (CRDA) et le Centre d'insémination artificielle du Québec (CIAQ).
Plusieurs entreprises et organisations ont élu domicile dans la région, dont le Centre de distribution de médicaments vétérinaires (CDMV), Damafro, La Coop Comax, Nutri-Œuf, Olymel, etc.

## Politique

### Circonscriptions électorales
À l'Assemblée nationale du Québec, la MRC des Maskoutains comprend la circonscription électorale de Saint-Hyacinthe ainsi qu'une partie de : Iberville, Johnson, Nicolet-Yamaska, Richelieu et Verchères.
La circonscription électorale fédérale de Saint-Hyacinthe—Bagot couvre entièrement la MRC des Maskoutains.

## Éducation

### Éducation post-secondaire et professionnelle
- Université de Montréal - Faculté de médecine vétérinaire
- Cégep de Saint-Hyacinthe
- Institut de technologie agroalimentaire (ITA)
- École professionnelle de Saint-Hyacinthe

### Écoles secondaires du réseau privé
- École secondaire Saint-Joseph
- Collège Saint-Maurice
- Collège Antoine-Girouard (séminaire fermé)

### Écoles secondaires du réseau public
Commission scolaire de Saint-Hyacinthe
- École Polyvalente Hyacinthe-Delorme
- École secondaire Fadette
- École secondaire Casavant
- Polyvalente Robert-Ouimet
- École Raymond

## Attraits touristiques

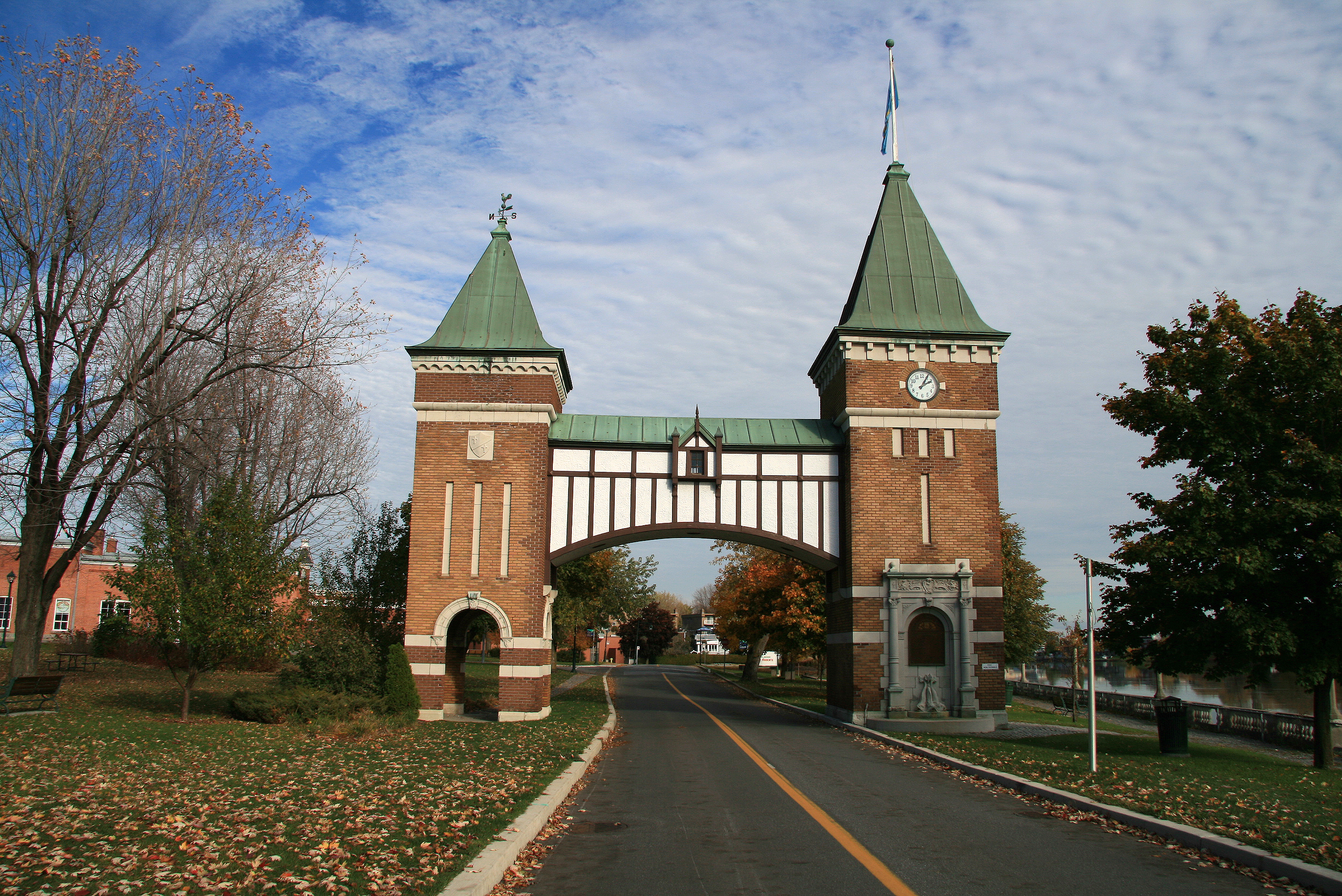
La Porte des anciens maires, sur les quais de la rivière Yamaska, Saint-Hyacinthe.

- Porte des anciens maires (Saint-Hyacinthe)
- Cathédrale de Saint-Hyacinthe
- Centre d'art religieux de Saint-Damase
- Centre des arts Juliette-Lassonde (Saint-Hyacinthe)
- Beaux mardis de Casimir (Saint-Hyacinthe)
- Microbrasserie Le Bilboquet (Saint-Hyacinthe)
- Le Vieux marché de Saint-Hyacinthe
- Crête Saint-Dominique
- Réseau cyclable régional La Maskoutaine
- Parc de la Seigneurie-de-Ramezay (Saint-Hugues)
- Parc des Salines (Saint-Hyacinthe)
- Centre culturel de Saint-Hyacinthe
- Aréna L.P. Gaucher (Saint-Hyacinthe)
- Exposition agricole et d'alimentation de Saint-Hyacinthe
- Autodrome Sanair (Saint-Pie)
- Jardin Daniel A. Séguin (Saint-Hyacinthe)
- Centre d'interprétation des oiseaux de proie blessés Chouette à voir! (Saint-Jude)

## Services médiatiques

### Journaux
- Le Courrier de Saint-Hyacinthe

### Radios
- CFEI-FM 106,5 Boom FM - Saint-Hyacinthe.
- CIMO-FM 106,1 NRJ - Sherbrooke
- CITE-FM-1 102,7 Rouge FM - Sherbrooke

### Télévisions
- TVCogeco - câble 3 Saint-Hyacinthe
- CHLT-DT 7 TVA - Sherbrooke
- CKSH-DT 9 Radio-Canada - Sherbrooke
- CFKS-DT 30 V - Sherbrooke